# 益子悠
益子 悠（ますこ ゆう）は、日本の漫画家。

## 略歴
- 2014年『DRY&HEAVY』が書籍化[2]。
- 2018年には、益子悠が原作を担当し、一×が漫画を書き上げた『夜になると僕は』が書籍化[3][4][5]。

## 作品
- DRY&HEAVY（『別冊少年マガジン』2014年8月号 - 2015年5月号）
- 夜になると僕は（『週刊少年マガジン』2018年31号 - 2019年19号）※原作担当。

## 書誌情報
講談社〈講談社コミックスマガジン〉
- DRY&HEAVY（2014年 - 2015年刊、全2巻）
  1. 2014年12月9日発売[6]、ISBN 978-4-06-395277-3
  2. 2015年5月8日発売[7]、ISBN 978-4-06-395381-7
- 夜になると僕は（原作：益子悠、作画：一×、2018年 - 2019年刊、全4巻）
  1. 2018年10月17日発売[8][9]、ISBN 978-4-06-513091-9
  2. 2018年12月17日発売[10]、ISBN 978-4-06-513491-7
  3. 2019年2月15日発売[11]、ISBN 978-4-06-514533-3
  4. 2019年4月17日発売[12]、ISBN 978-4-06-514877-8